# Драконов мост

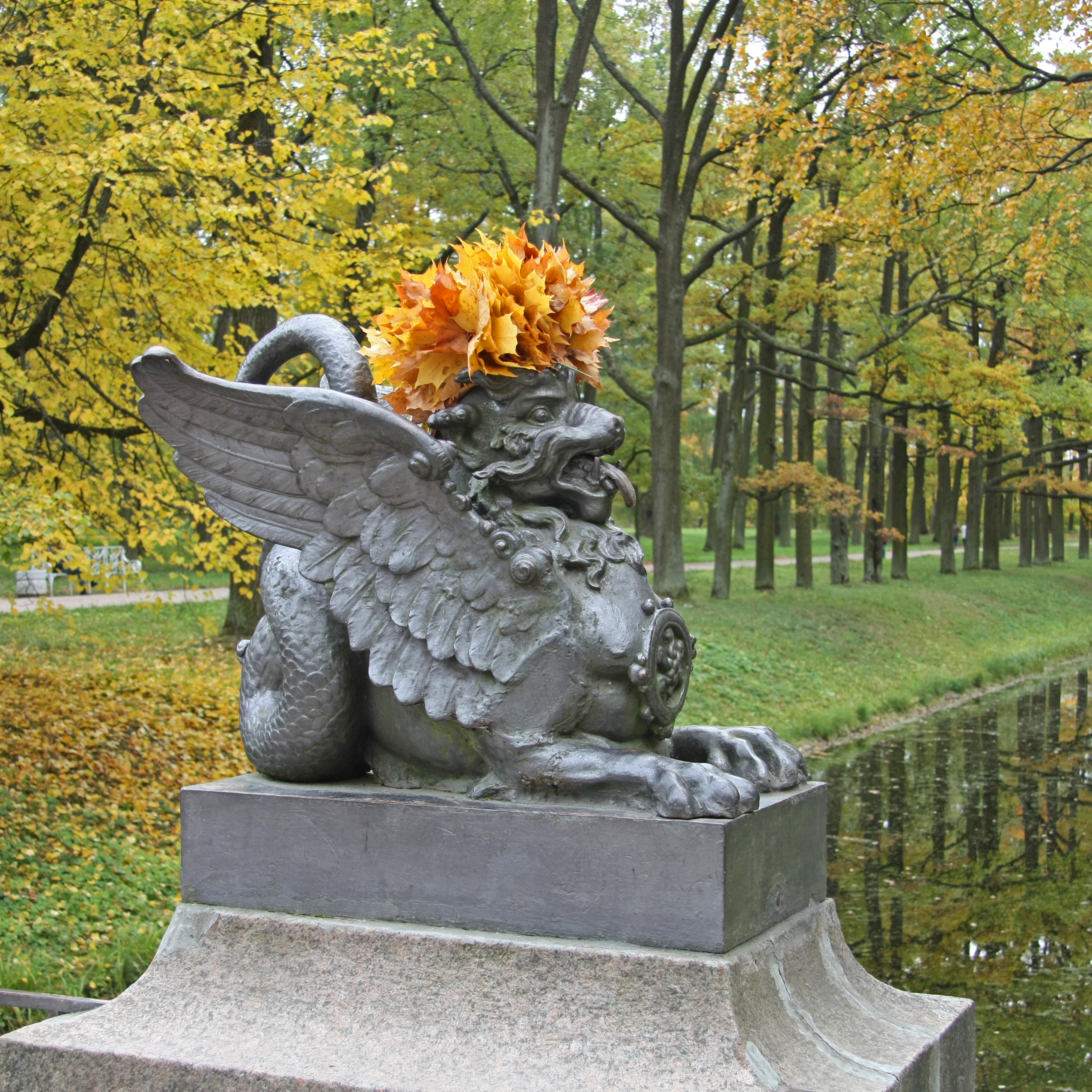

Драконов мост (мост с чудовищными фигурами) — памятник архитектуры, однопролётный мост в Александровском парке Царского Села. Псевдокитайское парковое сооружение.
До 1780-х годов мосты через канал-границу регулярной части парка были деревянными. Проект каменного моста исполнил И. В. Неелов в 1785 году и переработал Ч. Камерон.
Однопролётный арочный мост с лестничными спусками украшен четырьмя драконами, отлитыми в 1860 году по моделям П. Шварца по рисункам И. А. Монигетти, до этого статуи были сделаны из известняка.
Драконов реставрировали в 1983 году. В 1988 году одна из статуй была сброшена в воду при помощи рычага, отчего у неё отломалось левое крыло, обе передние лапы, ухо и большой кусок в левом боку; первоначальный ремонт провели на месте, но в 2021—2022 годах при окончательном устранении последствий давней поломки пришлось заново отлить из чугуна отдельные мелкие детали.